# Col de la Croix de Toutes Aures
Ne doit pas être confondu avec le col homonyme en Ardèche, ni avec le col de Toutes Aures en Isère dans le Vercors, ni celui dans les Alpes-de-Haute-Provence.
Le col de la Croix de Toutes Aures, souvent dénommé col de Toutes Aures, est un col routier du plateau de Chambaran sur la route départementale 518, situé dans le département de l'Isère à 628 m d'altitude.

## Toponymie
Son nom signifie « col de tous les horizons » ou de « tous les vents », car sa position dominante sur le plateau de Chambaran le soumet à des courants venteux nombreux et changeants, venant de tous les côtés.

## Géographie

### Situation et accès
Le col de la Croix de Toutes Aures se situe dans le département de l'Isère, au cœur du plateau de Chambaran, massif forestier d'une altitude moyenne de 600 à 700 mètres qui domine de façon abrupte la plaine de l’Isère au sud et à l’est, et limité au nord par la plaine de Bièvre. Le col, qui s'élève à 628 m d'altitude, est bordé par Montolivet (744 m), à l'est, et par le Tralus (705 m), à l'ouest.
Il est desservi par la RD518 (ancienne route nationale 518 qui reliait Lyon à Die par Saint-Marcellin). Une table d'orientation est accessible à pied depuis la Grange Neuve (commune de Brion) à une altitude de 680 m.

### Géologie
Le plateau du Chambaran est une vaste zone argileuse du Bas Dauphiné. Lors des glaciations de Riss et de Würm (les deux dernières périodes glaciaires dans les Alpes), le plateau s'est retrouvé entouré par deux langues glaciaires, au nord l'actuel plaine de Bièvre-Valloire et au sud l'actuel vallée de l'Isère, laissant les parties centrales en limite des débordements glaciaires comme en témoignent de nombreuses traces avec la présence de blocs erratiques dans les différents secteurs dominés par le col,.

## Histoire
Avant la construction de la voie ferrée entre Moirans et Valence au XIXe siècle, ce col fut un des passages les plus empruntés pour relier la vallée de l'Isère à la région naturelle de Bièvre-Valloire.
Selon un document édité en 1860 par les chemins de fer du Dauphiné, lors de la période de fonctionnement de la fonderie royale de canons de Saint-Gervais, c'est par ce col que passèrent la plupart des canons fabriqués par cette manufacture avant de rejoindre la gare de Saint-Étienne-de-Saint-Geoirs pour y être placés dans des wagons qui les transportaient aux différents arsenaux français, de Toulon, Cherbourg et Brest.